# تشارلي بلاك
تشارلي بلاك (بالإنجليزية: Charlie Black)‏ هو كاتب أغاني أمريكي، ولد في 23 نوفمبر 1949 في تشيفيرلي في الولايات المتحدة.

## وصلات خارجية
- تشارلي بلاك على موقع ميوزك برينز (الإنجليزية)
- تشارلي بلاك على موقع أول ميوزيك (الإنجليزية)
- تشارلي بلاك على موقع ديسكوغز (الإنجليزية)